# Орден (оповідання)
«Орден» (рос. Орден) — оповідання А. П. Чехова, вперше опубліковане у 1884 році.

## Історія публікації, критика

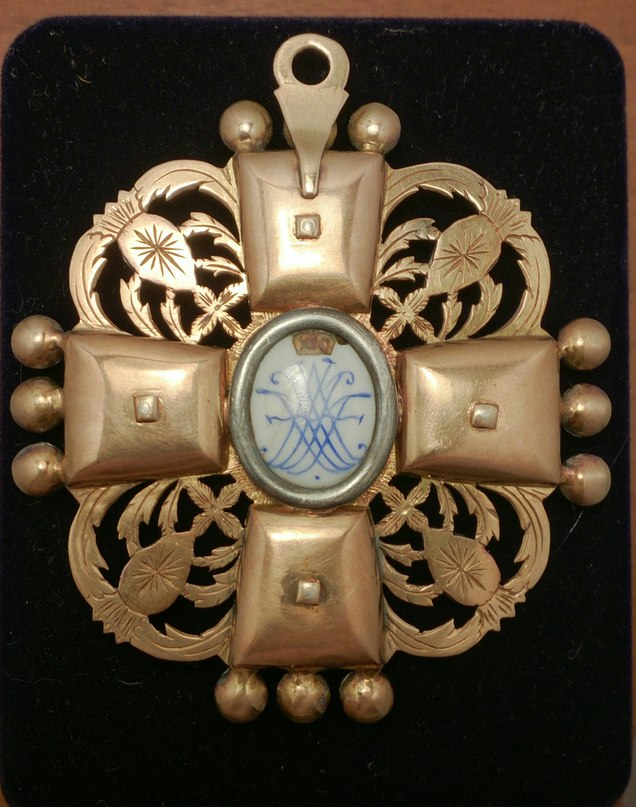
Орден Святої Анни

Оповідання А. П. Чехова «Орден» написане в 1884 році, вперше опубліковане в 1884 році в журналі «Осколки» № 2 від 14 січня з підписом «А. Чехонте», в 1886 році друкувалося в збірнику «Строкаті оповідання», увійшло до видання Маркса.
За життя Чехова оповідання перекладалося болгарською, угорською, німецькою, польською, сербськохорватською, фінською і чеською мовами.
Оповідання «Орден» викликало як позитивні, так і негативні відгуки. Критик Ф. Змієв відніс «Орден» до тих оповідань, в яких «проглядає безсумнівне обдарування». К. Арсеньєв зазначав анекдотичні елементи: «Легковажний, у розрахунку тільки на хвилинну цікавість, анекдот мало піклується про природності, про ймовірності; його пікантність корениться, часто-густо, саме в його невідповідності. Не дуже правдоподібно, наприклад, щоб двом вчителям прогімназії прийшла, в один і той же час, думка прикрасити свої груди не належним їй орденом і з цією прикрасою піти на званий обід; але становище обох самозванців, що несподівано опинилися один проти одного, може викликати усмішку — і п. Чехов пише оповідання „Орден“».
Серед негативних відгуків — думка Пактовського, який відніс оповідання до «дрібничок художника». Качерець вважав оповідання «нісенітницею» і «ображенням читача».
Краснов пов'язував зміст оповідання з характеристикою творчості Чехова: «При повній зовнішній незайнятості проявляється справжня сутність людини, яка завжди є вульгарністю. Іноді вона проявляється в смішних формах, як, наприклад, у вчителів, тих, хто надягає на купецькі іменини не приналежні їм ордени і потім болісно ховаються один від одного».

## Сюжет

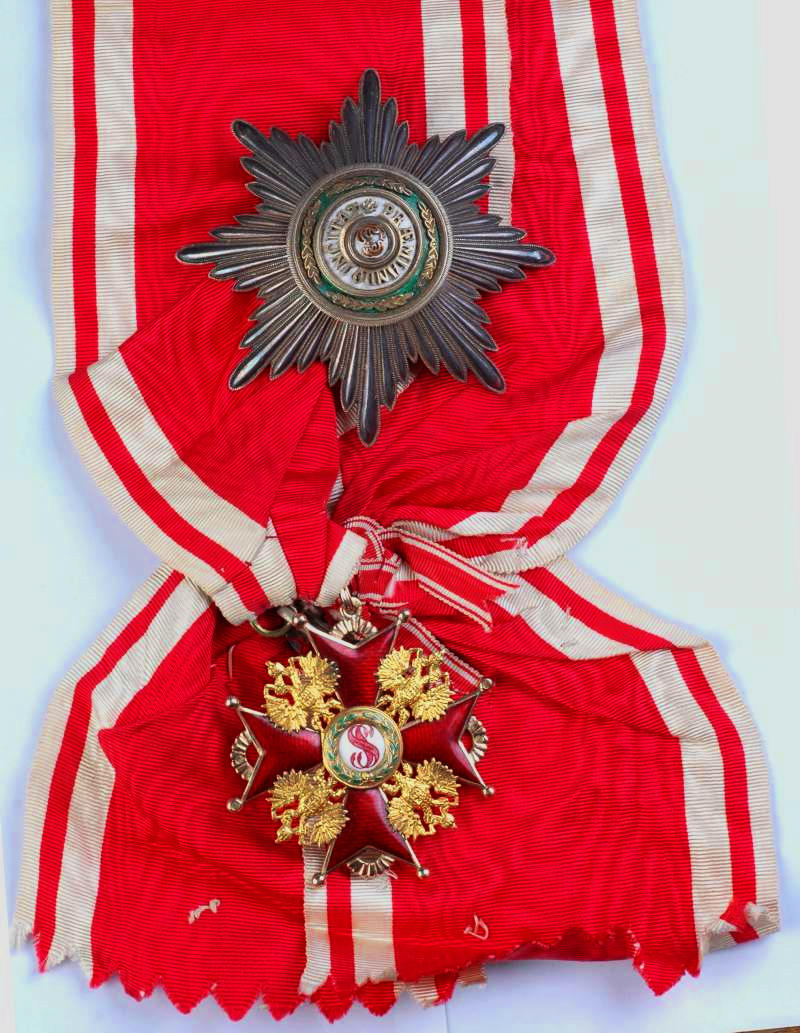
Знак Імператорського і Царського Ордена Св. Станіслава 1-го ступеня

Одного разу під Новий рік багатий купець Спичкін запросив до себе на обід близько шістнадцяти осіб, серед них були вчитель військової прогімназії Лев Пустяков і Юлій Августович Трамблян. Перед тим, як поїхати до купця, Пустяков вирішив позичити в поручика Леденцова орден Станіслава, оскільки Спичкін «страшно любить ордени і мало не мерзотниками вважає тих, у кого не бовтається що-небудь на шиї або в петлиці». Отримавши орден, він поїхав до купця.
У купця в залі за столом Пустяков побачив свого товариша по службі, вчителя французької мови Трамбляна. Щоб не осоромитися, Пустяков боїться показати товаришеві орден, він прикриває його правою рукою. Пустяков відмовляється від їжі, горбиться, ніяково віддає поклони, що викликає у господаря підозра в його нетверезості. Француз теж поводиться ніяково.
Перед тим як випити, якийсь чоловік просить Пустякова передати келих Настасьї Тимофіївні. Але оскільки в його лівій руці вже був келих, то передавати довелося правою — при цьому він і виявив орден. Але тут і Юлія Августовича попросили передати пляшечку. Коли Трамблян потягся правою рукою до пляшки, то Пустяков побачив на його грудях орден Анни 3-го ступеня. Побачив ордени і Спичкін, сказавши при цьому: «А-а-а… гм!» Після цього вчителі повеселішали, а Пустяков пошкодував, що не начепив Володимира.